# Alla Guds löften
Alla Guds löften är en psalm med text skriven 1972 av Anders Frostenson och musik skriven 1973 av Gunno Södersten. Texten är hämtad från Andra Korintierbrevet 1:20.

## Publicerad i
- Herren Lever 1977 som nummer 815 under rubriken "Fader, Son och Ande - Jesus vår Herre och Broder".[2]
- Psalmer och Sånger 1987 som nummer 344 under rubriken "Fader, Son och Ande - Treenigheten".[1]